# Monoplano
Il monoplano è un aeroplano che dispone di un solo paio di ali.
Gli aerei moderni sono in gran maggioranza di questo tipo, ma negli anni pionieristici dell'aviazione il monoplano era ritenuto poco affidabile e di scarse prestazioni: basti pensare che il primo aereo che abbia mai volato, il Flyer dei Fratelli Wright, era un biplano.

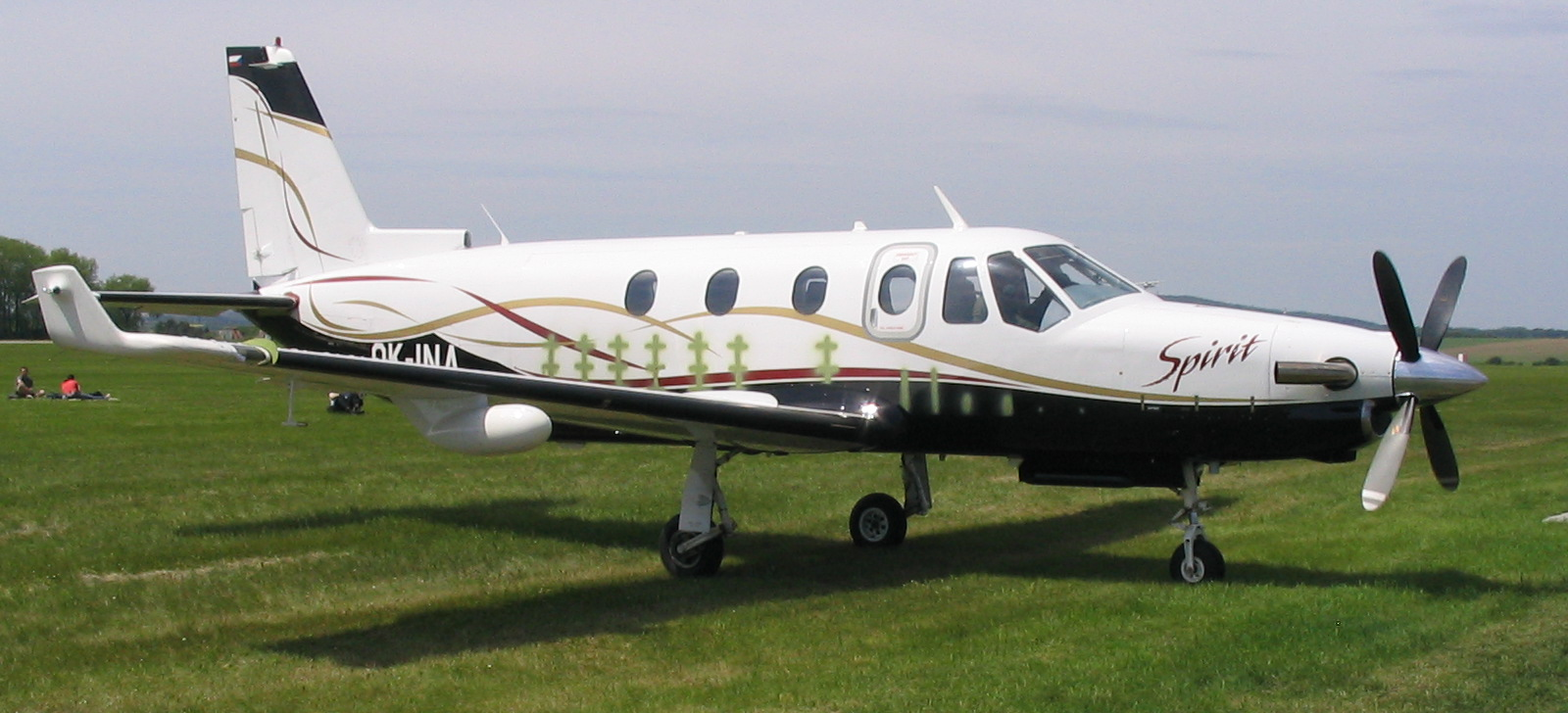
Un monoplano ad ala bassa, nello specifico un Ae 270 Spirit

Il primo monoplano fu probabilmente costruito da Felix du Temple de la Croix nel 1874. Altri monoplani furono costruiti nel 1906 da Louis Blériot, come il Blériot V e il Blériot VI, e dall'inventore rumeno Traian Vuia, che effettuò un volo di 12 metri il 18 marzo 1906. Due anni dopo lo stesso Louis Blériot, con un suo monoplano, il Blériot XI, sorvolò il Canale della Manica. Nel 1915 i caccia tedeschi della serie Eindecker furono degli ottimi aerei da combattimento.
Con la fine della Prima Guerra Mondiale si diffuse l'opinione che i biplani fossero più manovrabili dei monoplani, e così molti dei progetti dalla fine della guerra agli anni trenta sono di questo tipo. Il monoplano ebbe la definitiva consacrazione durante la seconda guerra mondiale, dimostrandosi più veloce, meno vulnerabile e con più ampie possibilità di sviluppo rispetto al biplano.
I diversi monoplani si distinguono per come l'ala è attaccata alla fusoliera:
- il dorso inferiore è attaccato allo stesso livello della parte bassa della fusoliera (ala bassa)
- è attaccata a metà fusoliera (ala media)
- può essere montata nella parte superiore della fusoliera
- il dorso superiore è allo stesso livello della parte superiore della fusoliera (ala alta)
- è montata sopra la fusoliera, sorrette da strutture rigide (ala alta a parasole)